# Klasszikusok
A Klasszikusok a Republic koncertalbuma, amelyen komolyzenei művek feldolgozása, valamint saját dalaik szimfonikus kíséretű változata hallható.
A felvétel 2011. március 14-én készült a Kongresszusi Központban.
Az albumot 2013 februárban adták ki, a megjelenéskor az együttes énekese, Cipő már kómában feküdt. Ez az utolsó Republic-kiadvány, ami az ő életében jelent meg.

## Dalok
1. Bartók Béla üdvözlésére (Bartók Béla–Republic)
2. Maurice Jarre emlékére (Maurice Jarre–Tóth Zoltán)
3. Edward Grieg megidézésére (Edward Grieg–Republic)
4. A folyó ölel tovább (Boros Csaba)
5. Hacsaturján harmóniáira (Aram Iljics Hacsaturján–Republic)
6. Paganini dallamaira (Niccolò Paganini–Republic)
7. Kedves hazám (Cipő)
8. Holdvirág (Patai Tamás)
9. Felhők (Tóth Zoltán)
10. Kék és narancssárga (Bódi László)

## Közreműködtek
- Tóth Zoltán – gitár, Roland A90 Master keyboard, ének, vokál
- Patai Tamás – Fender Stratocaster gitár, vokál
- Nagy László Attila – Gretch dobok, Roland TD20 KX, ütőhangszerek
- Boros Csaba – Fender Precision basszusgitár, ének, vokál
- „Cipő” – ének, zongora
- Szabó András – hegedű, zongora
- Halász Gábor – Takamine EF261San, Aria Sandpiper akusztikus gitárok
- „Brúnó” Mátthé László – ritmushangszerek
- Road 67 Symphonic Orchestra
  - Veér Bertalan – zenei vezető, karmester
  - prím: Veér Csongor koncertmester, szólista; Keskeny Ferenc, Szilágyi-Gárdián Rita, Bánhegyi Tünde, Tar Judit
  - szekund: Markócs Mária szólamvezető; Csáky-Bogár Rita, Draskóczy Ágnes, Fazekas Réka, Ott Rita
  - brácsa: Hegyaljai-Boros Zoltán szólamvezető; Nagy Attila, Tóth Dávid, Lélek Réka
  - cselló: Négyessy Katalin szólamvezető; Gaál Béla, Harangozó Nikolett, Háry Péter
  - bőgő: Budai Sándor szólamvezető, szólista

## Toplistás szereplése
Az album a Mahasz Top 40-es listáján 2013 14. hetéig hat héten át szerepelt, legjobb helyezése 4. volt. Jelenleg a 36. helyen áll.